# George Pau-Langevin
George Pau-Langevin (ur. 19 października 1948 w Pointe-à-Pitre) – francuska polityk i prawniczka pochodząca z Gwadelupy, parlamentarzystka, a także minister.

## Życiorys
Kształciła się na Sorbonie i Université Panthéon-Assas. Praktykowała w zawodzie prawnika. W latach 1984–1987 kierowała jedną z organizacji antyrasistowskich. Od 1989 do 2001 była zawodowo związana z krajową agencją zajmującą się wspieraniem i integracją pracowników z departamentów zamorskich, od 1997 kierowała tą instytucją. Następnie do 2007 zajmowała stanowisko doradcy w administracji paryskiego mera Bertranda Delanoë.
W 1975 wstąpiła do Partii Socjalistycznej. Była radną 20. dzielnicy Paryża, a w latach 1992–1998 radną regionu Île-de-France. W wyborach parlamentarnych w 2007 została po raz pierwszy wybrana do Zgromadzenia Narodowego XIII kadencji w jednym z okręgów stołecznych.
16 maja 2012 objęła urząd ministra delegowanego (odpowiednika wiceministra) ds. rozwoju edukacji w rządzie, którego premierem został Jean-Marc Ayrault. Utrzymała mandat poselski w wyborach przeprowadzonych w kolejnym miesiącu. Po dokonanej 21 czerwca 2012 rekonstrukcji pozostała w drugim gabinecie tego samego premiera na dotychczasowym stanowisku. 2 kwietnia 2014 przeszła na urząd ministra ds. terytoriów zamorskich w gabinecie Manuela Vallsa. Pełniła tę funkcję również z powołanym w sierpniu 2014 drugim gabinecie tegoż premiera. Zakończyła urzędowanie 30 sierpnia 2016.
W 2017 utrzymała mandat deputowanej na kolejną kadencję. W 2020 mianowana zastępczynią francuskiego ombudsmana (défenseur des droits).